# Ellen Lauterbach
Ellen Lauterbach (* 7. Juli 1923 in Kassel; † 19. Mai 2011 in Heidelberg) war eine deutsche Politikerin (SPD).

## Leben und Beruf
Nach der Mittleren Reife und dem Besuch der Höheren Handelsschule arbeitete Ellen Lauterbach von 1941 bis 1945 beim Deutschen Kurzwellensender in Berlin. Gegen Ende des Zweiten Weltkrieges, im April 1945, wurde sie nach Bad Mergentheim zwangsevakuiert, wo sie bis 1950 als Personnel Manager bei der US-amerikanischen Armee tätig war. Im Anschluss wechselte sie zum US-Generalkonsulat nach Stuttgart. Später wandte sich Lauterbach als Verwaltungsangestellte der Privatwirtschaft zu und wurde von 1955 bis 1963 als Leiterin der Lehrlingsausbildung bei der Kaufhalle GmbH in Köln beschäftigt. Danach war sie als Dozentin an der Ausbildungsstätte für Führungskräfte der Kaufhof AG in Kümmelbacherhof bei Neckargemünd tätig.

## Politik
Lauterbach trat 1961 in die Sozialdemokratische Partei Deutschlands (SPD) ein. Sie war Vorsitzende des SPD-Ortsvereins Bammental, stellvertretende Vorsitzende des SPD-Unterbezirks Heidelberg und Mitglied des Landesfrauen-Ausschusses der SPD Baden-Württemberg. Bei der Bundestagswahl 1969 wurde sie über die Landesliste Baden-Württemberg in den Deutschen Bundestag gewählt, dem sie bis 1972 angehörte. Während ihrer Abgeordnetentätigkeit beschäftigte sie sich mit der Entwicklungspolitik, Schwerpunkt Afrika. Ihre Kandidatur für die Bundestagswahl 1972 zog sie zurück, da sie nur einen aussichtslosen Listenplatz erhalten hatte.

## Ehrungen
- 1973: Bundesverdienstkreuz I. Klasse
- Willy-Brandt-Medaille